# Marie Těšínská z Pernštejna
Marie Těšínská z Pernštejna (24. února 1524 – nejpozději 19. listopadu 1566) byla česká šlechtična, dcera Jana IV. z Pernštejna a jeho první manželky Anny Kostkové z Postupic.

## Život

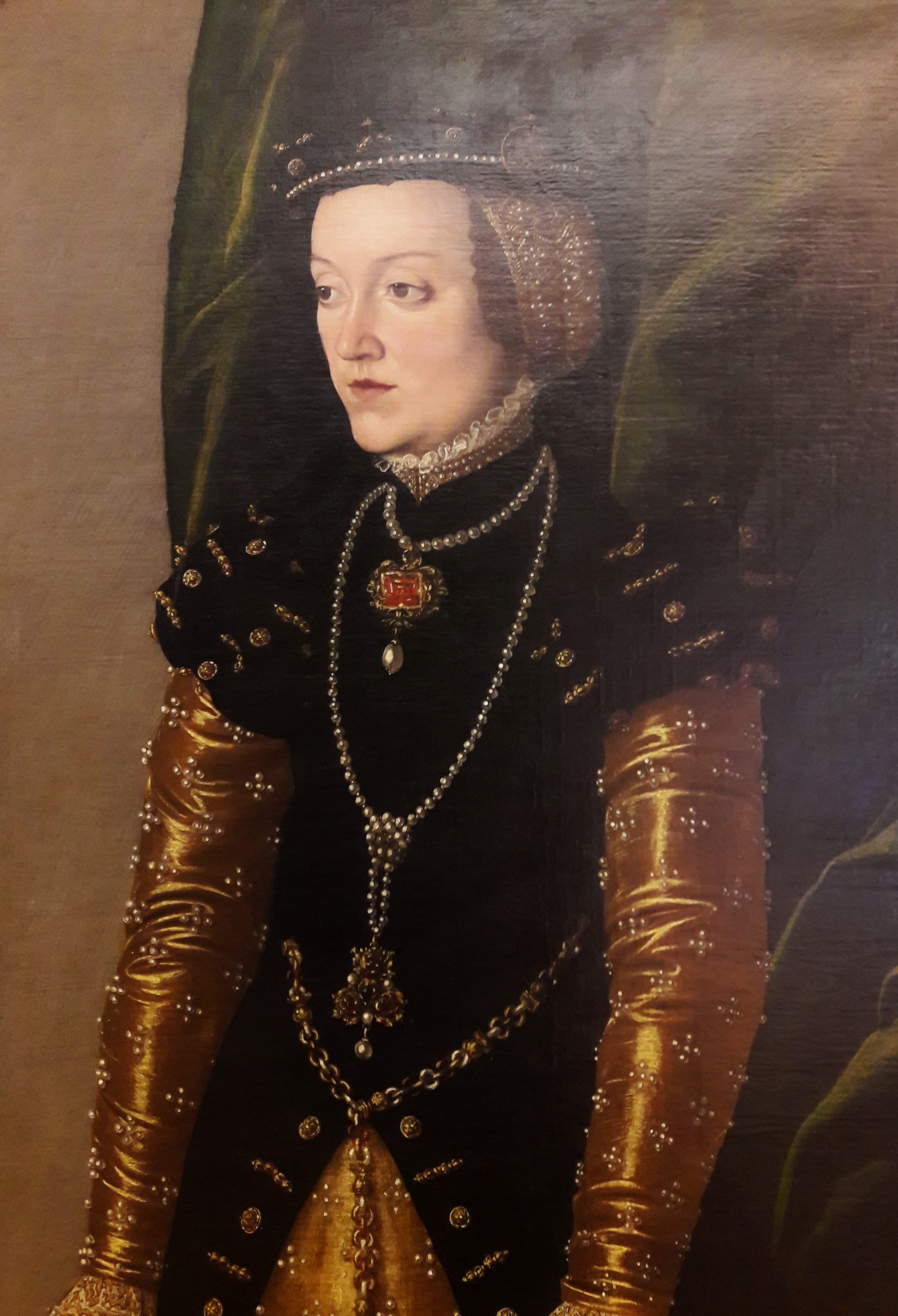
Marie z Pernštejna na obraze Jakoba Seiseneggera (výřez)

Na obraze z roku 1550 je Marie vyobrazená jako subtilní pobledlá hnědovláska s výraznýma očima. Byla často náchylná k nemocem. Pohřbena byla po boku svých předků v kostele svatého Bartoloměje v Pardubicích.

### Manželství
Dne 8. února 1540 se Marie v Těšíně provdala za Václava III. Adama Těšínského. Manželství však nebylo šťastné. Proto, ale i kvůli tomu, že těšínský hrad neposkytoval Marii pohodlí, na které byla zvyklá z pernštejnských sídel, pobývá Marie na fryštátském zámku, kam ji často přijíždějí navštěvovat její příbuzní. Měli spolu tři děti, mezi nimi také syn Fridrich Kazimír Frýštatský.

## Zpěvohra
Na motivy její svatby vznikla romantická zpěvohra o třech dějstvích Bílá paní pernštejnská (německy Die Burgfrau), která měla premiéru 28. května 1832 na scéně Královského městského divadla (dnešní Reduty) v Brně. Autorem hudby byl Antonín Emil Titl a libreta Antonín Boček.